# El Sant Crist de Roní
El Sant Crist de Roní és la capella del cementiri del poble de Roní, dins de l'antic terme municipal primigeni de Rialb, a la comarca del Pallars Sobirà.
Està situada a l'extrem nord-est del petit poble de Roní, al costat meridional de l'església parroquial de Sant Cristòfol.